# Lemnisco medial
O lemnisco medial, também conhecido como fita de Reil,  é um feixe ascendente largo de axônios altamente mielinizados que decussam no tronco encefálico, especificamente na  região do bulbo raquidiano. O lemnisco medial é formado pelo cruzamento das fibras internas arqueadas, composta de neurônios provenientes do núcleo grácil e do núcleo cuneiforme. Os corpos celulares relativos a esses axônios se encontram no lado contralateral do tronco encefálico.
Lesões nos lemniscos mediais causam déficits na percepção sensorial de vibração e de toque-pressão.
O lemnisco medial é parte da via do lemnisco medial, que ascende da pele em direção ao tálamo.

## Via
Após os neurônios carregando informação proprioceptiva ou de toque fazerem sinapses nos núcleos grácil e cuneiforme, os axônios dos neurônios secundários decussam no nível do bulbo e viajam pelo tronco encefálico formando o lemnisco medial no lado contralateral (oposto). Ele é parte do  Sistema coluna dorsal-lemnisco medial, que leva informações sobre toque, vibração e propriocepção.
O lemnisco medial carrega axônios com informações sobre a maior parte do corpo e faz sinapse no núcleo ventral posterolateral do tálamo no nível dos corpos mamilares. Axônios sensitivos transmitindo informação da cabeça edo pescoço via nervo trigêmeo fazem sinapse no núcleo ventral posteromedial do tálamo.

## Localização do lemnisco medial pelo  tronco encefálico
- Os núcleos grácil e cuneiforme localizam-se na parte "fechada (baixa)" do bulbo raquidiano, sendo assim o lemnisco não é formado nessa altura. Fibras provenientes desses núcleos passam para o lado contralateral como as fibras internas arqueadas.
- Na parte "aberta" do bulbo (mais acima no tronco encefálico), o lemnisco medial passa a conter axônios do nervo trigêmeo (que supre a região da cabeça), assim como de neurônios responsáveis por pernas e braços. Ele é localizado próximo e na mesma orientação da linha medial, com as fibras referentes à cabeça posicionadas mais dorsalmente, adjacentes ao quarto ventrículo.
- Na parte medial da ponte, o lemnisco medial se encontra retorcido. As fibras da cabeça se encontram em posição medial e as da perna, em lateral.
- A orientação no mesencéfalo é semelhante à encontrada na ponte.

## Imagens adicionais

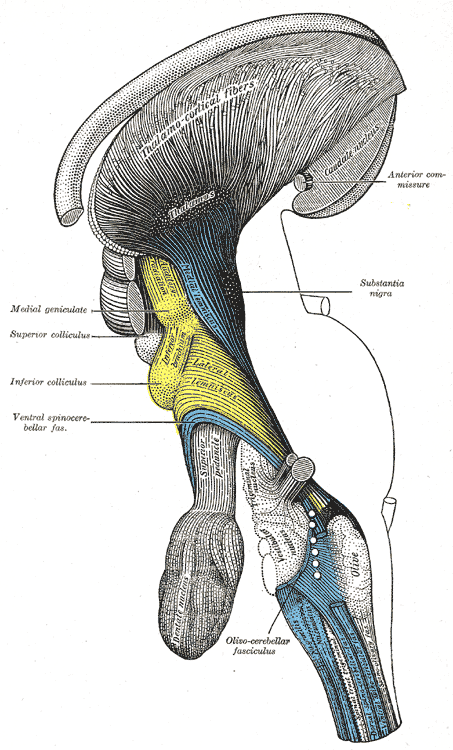
Dissecção profunda do tronco encefálico. Vista lateral.
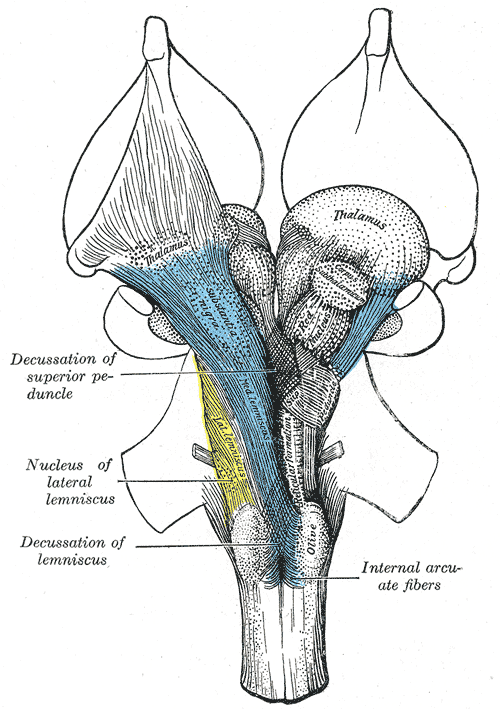
Dissecção profunda do tronco encefálico. Vista ventral.
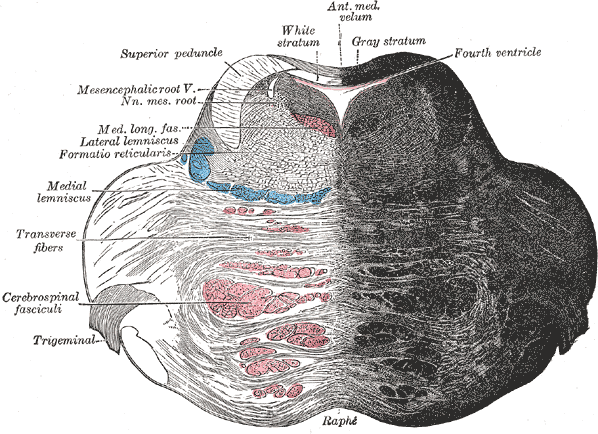
Secção coronal na parte superior da ponte.
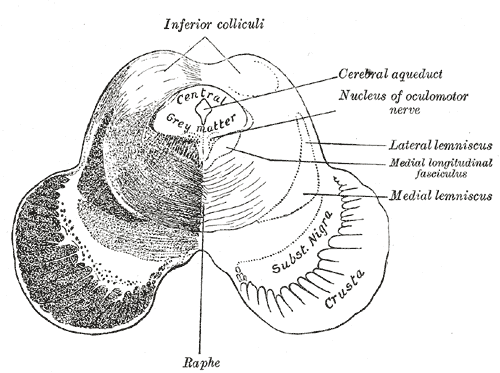
Secção transversal do mesencéfalo na altura do colículo inferior.
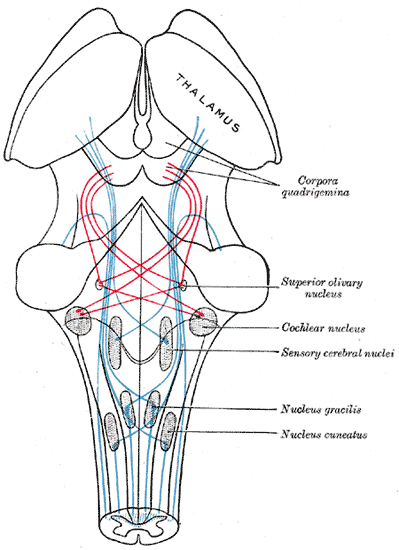
Esquema mostrando o caminho das fibras no lemnisco; lemnisco medial em azul, lateral em vermelho.
Secção horizontal da parte inferior da ponte. O lemnisco medial está marcado como #17.